# Удальцов, Александр Дмитриевич
Алекса́ндр Дми́триевич Удальцо́в (2 [14] мая 1883, Москва — 25 сентября 1958, там же) — российский и советский историк-медиевист. 
Доктор исторических наук (1936), профессор МГУ и МИФЛИ, член-корреспондент АН СССР (1939). Директор Института истории материальной культуры (1947—1955). 

## Биография
Родился в дворянской семье (отец — врач 2-й Градской больницы Дмитрий Иванович Удальцов). Брат И. Д. Удальцова. Окончил 1-ю московскую гимназию, естественнонаучное отделение физико-математического факультета (1908) и историко-филологический факультет (1913) Московского университета.
На историко-филологическом факультете работал под руководством Д. М. Петрушевского, изучал социальную и экономическую историю франкского государства. Сочувствовал революционному движению. Весной 1906 года на квартире Удальцовых (Остоженка, 16) состоялось расширенное заседание Московского комитета РСДРП(б), на котором выступал В. И. Ленин. С этого момента у Удальцова установились тесные отношения с Н. М. Лукиным, М. Н. Покровским, Н. А. Рожковым, И. И. Степановым-Скворцовым. Принял Октябрьскую революцию 1917, хотя в отличие от брата, большевика с дореволюционным стажем, вступил в партию лишь в 1926 году.
После Октябрьской революции преподавал на гуманитарных факультетах МГУ: руководитель исторического отделения факультета общественных наук (1919—1921), профессор общественно-педагогического отделения (1921), профессор кафедр социологии и этнологии (1921—1925), исторического материализма (1923—1930) и истории Средних веков (1935—1941). Действительный член Коммунистической академии и Исторического института при факультете общественных наук МГУ (1921).
В 1938—1946 годах руководил сектором истории Средних веков Института истории АН СССР, с 1939 года был заместителем директора института. Соавтор первого советского учебника по средневековой истории в 2 томах (1938-39). Член-корреспондент АН СССР c 28 января 1939 года по Отделению общественных наук (история).
Директор Института истории материальной культуры (1947—1955), заместитель академика-секретаря Отделения истории и философии АН СССР (1947—1953), директор Крымской научно-исследовательской базы АН СССР (1949—1951).
Заведующий кафедрами всеобщей истории ВПШ (1939—1946) и АОН при ЦК ВКП(б) (1946—1950).
С 1941 года ответственный редактор периодического сборника «Средние века», в 1949—1950 годах — главный редактор журнала «Вопросы истории».
Один из авторов Большой советской энциклопедии.
Память
В память об А. Д. Удальцове названа улица в Петровском районе Донецка.

## Семья
Младший брат — И. Д. Удальцов, ректор МГУ (1928—1930), первый директор МГИМО.
- Первая жена (с 1908 по 1919) — Надежда Андреевна Удальцова, урождённая Прудковская, художница-авангардистка[7].
- Вторая жена — Лидия Фёдоровна Кириллова, урождённая Куприянова (8 марта 1890 — 22 августа 1959).

## Научные взгляды
Специалист в области истории феодальных отношений в Западной Европе. 
Начиная с 1920-х годов боролся за победу марксистской идеологии в исторической науке. Выступал против распространённых в историографии представлений об исконности феодальной вотчины у германцев и вотчинном происхождении крестьянской общины. Подверг критике теорию А. Допша о наличии частной собственности на землю и социальном неравенстве у древних германцев. Автор ряда работ по проблемам археологии и этногенеза славян.

## Основные работы
- «Свободная деревня в Западной Нейстрии в эпоху Меровингов и Каролингов» (1912)
- «Социальная история Средневековья» (тт. 1-2, 1927, совм. с Е. А. Косминским)
- «Система держаний на землях Сен-Бертинского монастыря в IX в.» (1929)
- «Родовой строй у древних германцев» // «Известия ГАИМК. Вып. 107» (1934)
- «К вопросу о переселенческом движении свевов эпохи Цезаря» // «Проблемы истории докапиталистических обществ», 1934, № 11—12
- «Из аграрной истории каролингской Фландрии» (1935)
- «Древние германцы» (1937, редактор)
- «История Средних веков. Т. 1» (1938, совм. с О. Л. Вайнштейном и Е. А. Косминским)
- «Очерки по истории Московского университета (1880—1940 гг.)» (1940, в соавт.)
- «Преподавание истории в условиях Великой Отечественной войны» (1942; совм. с Е. А. Косминским и А. М. Панкратовой)
- «Начальный период восточнославянского этногенеза» // «Исторический журнал», 1943, № 11—12
- «Племена Европейской Сарматии II в. н. э.» // «Советская этнография», 1946, № 2
- «Проблема происхождения славян в свете современной археологии» // «Вопросы истории», 1949, № 2

## Награды
- орден Ленина (27 марта 1954)
- Орден Трудового Красного знамени (4 ноября 1944) — за выдающиеся заслуги в деле подготовки специалистов для народного хозяйства и культурного строительства
- орден Красной Звезды (1945)
- медали